# Hilst

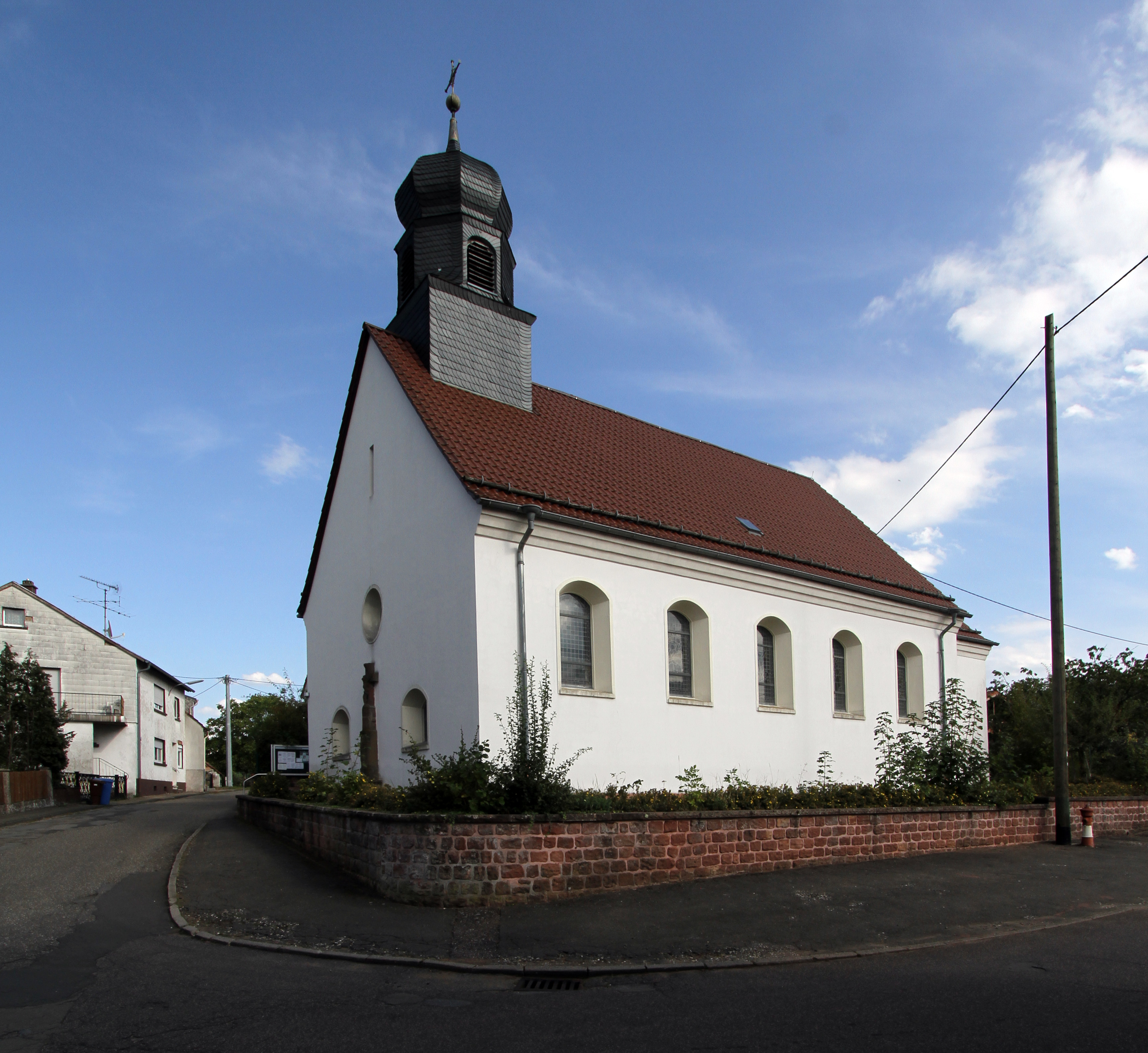
Ortsbild von Hilst

Hilst ist eine Ortsgemeinde im Landkreis Südwestpfalz in Rheinland-Pfalz. Sie gehört der Verbandsgemeinde Pirmasens-Land an und ist Grenzort zu Frankreich.

## Geographie

### Lage
Hilst liegt im Südwesten des Pfälzerwalds am Rand des Zweibrücker Hügellandes an der deutsch-französischen Grenze. Es gehört zu den Dörfern der Hackmesserseite. 61,8 % der Gemarkungsfläche sind bewaldet. Die nächstgelegene Stadt ist das nordöstlich gelegene Pirmasens. Nachbargemeinden sind – im Uhrzeigersinn – Trulben, Eppenbrunn, Roppeviller, Liederschiedt, Schweix und Kröppen.

### Gewässer
Im Norden der Gemarkung fließt die Trualbe. Im Nordosten bildet der Eppenbrunner Bach großteils die Gemeindegrenze und im Westen, dessen Nebenfluss Märtelbach diejenige im Südosten. Im Nordwesten wird diese grob vom Hilstbach gebildet.

## Geschichte

### Mittelalter
Das Dorf Hilst (historisch auch: Hülst) lag im Amt Lemberg der Grafschaft Zweibrücken-Bitsch und dort in der Amtsschultheißerei Kröppen.

### Frühe Neuzeit
1570 verstarb Graf Jakob von Zweibrücken-Bitsch (* 1510; † 1570) als letztes männliches Mitglied seiner Familie. Das Amt Lemberg erbte seine Tochter, Ludovica Margaretha von Zweibrücken-Bitsch, die mit dem (Erb-)Grafen Philipp (V.) von Hanau-Lichtenberg verheiratet war. Ihr Schwiegervater, Graf Philipp IV. von Hanau-Lichtenberg, gab durch die sofortige Einführung des lutherischen Bekenntnisses dem streng römisch-katholischen Herzog Karl III. von Lothringen Gelegenheit, militärisch zu intervenieren, da dieser die Lehnshoheit über die ebenfalls zum Erbe gehörende Herrschaft Bitsch besaß. Im Juli 1572 besetzten lothringische Truppen die Grafschaft. Da Philipp IV. der lothringischen Übermacht nicht gewachsen war, wählte er den Rechtsweg. Beim anschließenden Prozess vor dem Reichskammergericht konnte sich Lothringen hinsichtlich der Herrschaft Bitsch durchsetzen, das Amt Lemberg dagegen – und somit auch Hilst – wurde der Grafschaft Hanau-Lichtenberg zugesprochen. Der Vertrag, der den Streit beendete, enthielt auch einen Passus, der den Katholiken eine freie Glaubensausübung in Hilst garantierte.
1736 starb mit Graf Johann Reinhard III. der letzte männliche Vertreter des Hauses Hanau. Aufgrund der Ehe seiner einzigen Tochter, Charlotte (* 1700; † 1726), mit dem Erbprinzen Ludwig (VIII.) (* 1691; † 1768) von Hessen-Darmstadt fiel die Grafschaft Hanau-Lichtenberg nach dort.

### Neuzeit
Im Zuge der Französischen Revolution pflanzten die Bürger im November 1792 einen Freiheitsbaum. In der Folgezeit fiel der linksrheinische Teil der Grafschaft Hanau-Lichtenberg – und damit auch das Amt Lemberg und Hilst –an Frankreich. Hilst (franz. Hiltsch) gehörte so ab 1792 zum französischen Kanton Breidenbach und von 1802 bis 1814 zum Kanton Volmunster im Département Moselle. 1802 hatte der Ort insgesamt 176 Einwohner. Nach dem Pariser Frieden vom Mai 1814 wurde der Ort dem Kanton Pirmasens im Departement Donnersberg zugeordnet, der inzwischen unter gemeinsame österreichisch-bayerischer Verwaltung stand.
Aufgrund der auf dem Wiener Kongress getroffenen Vereinbarungen kam die Region im Juni 1815 zu Österreich. Zum 1. Mai 1816 schließlich kam die Region und damit auch Hilst aufgrund eines Staatsvertrags zum Königreich Bayern. Die Gemeinde Hilst gehörte im neu geschaffenen Rheinkreis. von 1817 an zum Landkommissariat Pirmasens, aus dem 1938 der Landkreis Pirmasens hervorging. Da der Ort sich in der Roten Zone befand wurden die Bewohner mit Beginn des Zweiten Weltkriegs evakuiert; anders als die meisten Orte der Gegend wurde er jedoch zwecks Erweiterung des Truppenübungsplatzes Bitsch von der Wiederbesiedlung ein Jahr später ausgenommen.
Nach dem Krieg wurde Hilst innerhalb der französischen Besatzungszone Teil des damals neu gebildeten Landes Rheinland-Pfalz. Im Zuge der ersten rheinland-pfälzischen Verwaltungsreform wurde der Ort Bestandteil der neu geschaffenen Verbandsgemeinde Pirmasens-Land.

## Religion
Bis zum 18. Jahrhundert war die Gemeinde gegenüber der Abtei Stürzelbronn zehntpflichtig. Vor der Französischen Revolution gehörte sie zur Pfarrei von Walschbronn.

## Politik

### Gemeinderat
Der Gemeinderat in Hilst besteht aus acht Ratsmitgliedern, die bei der Kommunalwahl am 9. Juni 2024 in einer Mehrheitswahl gewählt wurden, und dem ehrenamtlichen Ortsbürgermeister als Vorsitzendem.
Die Sitzverteilung im Gemeinderat:
| Wahl | SPD               | CDU               | Gesamt  |
| ---- | ----------------- | ----------------- | ------- |
| 2024 | per Mehrheitswahl | per Mehrheitswahl | 8 Sitze |
| 2019 | per Mehrheitswahl | per Mehrheitswahl | 8 Sitze |
| 2014 | 3                 | 5                 | 8 Sitze |
| 2009 | 3                 | 5                 | 8 Sitze |
| 2004 | 5                 | 3                 | 8 Sitze |

### Bürgermeister
Philipp Andreas wurde am 16. Dezember 2021 als Ortsbürgermeister von Hilst vereidigt. Bei der Direktwahl am 28. November 2021 hatte er sich mit einem Stimmenanteil von 67,7 % gegen zwei weitere Bewerber durchgesetzt. Bei der Direktwahl am 9. Juni 2024 wurde er als einziger Bewerber mit 80,1 % für weitere fünf Jahre wiedergewählt.
Der Vorgänger von Andreas, Michael Ehrgott (parteilos), war am 30. Juli 2019 ernannt worden. Bei der Direktwahl am 26. Mai 2019 hatte er sich mit einem Stimmenanteil von 52,76 % gegen die bisherige Amtsinhaberin Carina Lang (CDU) durchgesetzt. Zum 31. August 2021 legte er das Amt aus gesundheitlichen Gründen nieder.

### Wappen
| Wappen von Hilst | Blasonierung: „In Gold, darin unter einem roten Sparren eine grüne Stechpalme mit roten Früchten, eine rechte grüne Flanke, darin ein linksgerichteter goldener Krummstab.“ |
| Wappen von Hilst | Wappenbegründung: Der Sparren entstammt dem Wappen der Grafschaft Hanau-Lichtenberg. Die Flagge ist Rot-Gelb geviert.                                                       |

## Kultur

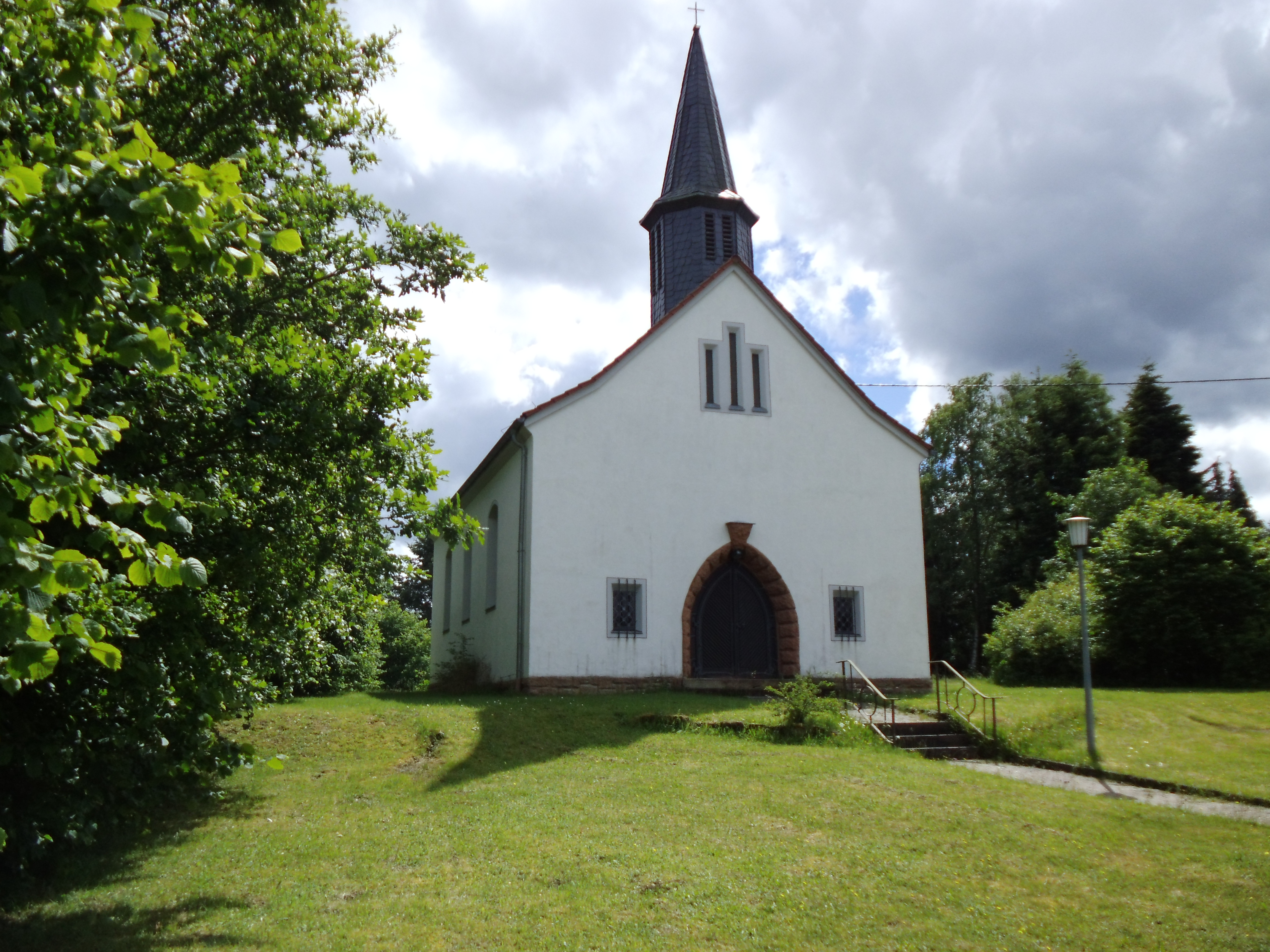
Denkmalgeschützte evangelische Kirche

### Kulturdenkmäler
Vor Ort befinden sich insgesamt neun Objekte, die unter Denkmalschutz stehen.

### Sonstige Bauwerke
Im Norden der Gemarkung befinden sich die Reste der Burg Burgschnabel.

### Soziales
Die Kinder besuchen den deutsch-französischen Kindergarten in Liederschiedt.

## Wirtschaft und Infrastruktur

### Wirtschaft
Die Meteogroup (DTN) betrieb bis 2023 eine Wetterstation in der Dellbrunner Straße.

### Verkehr
Hilst ist über untergeordnete Straßen zu erreichen; die Kreisstraße 2 verbindet die Gemeinde mit Trulben und Eppenbrunn; im Nordwesten des Gemeindegebiets mündet sie in die Kreisstraße 1, die nach Schweix führt. Am Ort vorbei – jedoch jenseits der Gemeindegemarkung – verläuft die Landesstraße 478, die auch zur nächstgelegenen Autobahn, der A 8 im Norden führt.
Von dem von Eppenbrunn nach Roppenviller führenden Weg zweigt ein Verbindungsweg nach Hilst ab, der von 1826 bis 1871 die Grenze zwischen Bayern und Frankreich bildete und daher ein Kondominium bildete, das ab 1919 zunächst erneut bestand und per Vertrag 1925 beendet wurde.

### Tourismus
Durch den Nordosten der Gemarkung führen die Rheinland-Pfalz-Radroute, die Südroute der Pfälzer Jakobswege, der von Hornbach nach Bundenthal verlaufende Hornbach-Fleckenstein-Radweg und der mit einem grünen Balken markierte Saar-Rhein-Weg, der eine Verbindung mit Saarbrücken und Wörth am Rhein schafft.